# 新首钢大桥
新首钢大桥是北京市境内连接石景山区和门头沟区的一座大桥。建设时是全球首例双塔斜拉刚构组合体系桥，2019年9月29日完工通车，2020年获国际桥梁大会颁发的尤金·菲戈奖。